# Jean Deschamps (architecte)
Pour les articles homonymes, voir Deschamps et Jean Deschamps.
Jean Deschamps, Johannes de Campis, est un architecte du XIIIe siècle, attesté comme premier maître de l'oeuvre de la cathédrale de Clermont-Ferrand, commencée en 1248, où il fut inhumé. Autour de la personnalité de Jean Deschamps, un mythe historiographique a été forgé à partir du XIXe siècle, où cet architecte se voit crédité de la construction de nombreuses cathédrales dans le Midi de la France (Limoges, Narbonne, Toulouse, Rodez...). 

## Biographie
Il aurait contribué à l'implantation du gothique septentrional dans le Midi. À partir de l'inscription relevée par Jean Dufraisse au XVIIIe siècle, on a pu lui attribuer la construction de la cathédrale de Clermont qu'il a commencée en 1248. 
Il a puisé dans le répertoire du gothique septentrional en réalisant une synthèse originale dont Alain Erlande-Brandenburg a signalé les variations dans les édifices qui lui ont été attribués. Il semble connaître le chevet de la cathédrale de Beauvais, les chapelles rayonnantes de la cathédrale de Cambrai, le système d'évacuation des eaux de la basilique de Saint-Denis, les portails de la cathédrale Notre-Dame de Paris.
Les recherches dans les archives ont fait apparaître un Jean Deschamps ou des maîtres d'œuvre portant ce nom dans la réalisation de plusieurs édifices de cette époque. En particulier un Jean Deschamps intervenant pour la construction du chevet de la cathédrale Saint-Just-et-Saint-Pasteur de Narbonne en 1286. À partir des recherches dans les archives, Eugène Viollet-le-Duc a construit une légende autour de ce personnage. Cette légende, qui a fait l'objet de fortes critiques, a amené à attribuer à toute une famille d’architectes les autres édifices auquel est lié le nom de Deschamps, assez courant :
- Jean Deschamps à Narbonne (attesté en 1286, éventuellement le même que précédemment)
- Jean et Bertrand à Bordeaux (avant 1309 et en 1320)
- Guillaume à Rodez (1355)
- Pierre à Clermont (mentionné en 1357 comme décédé), qui serait le fils ou le petit-fils de Jean Deschamps[2].

On peut aussi présumer de leur présence pour d’autres cathédrales telles que celles de Toulouse ou Limoges.
Jean Deschamps a été inhumé devant le portail nord de la cathédrale de Clermont d'après Jean Dufraisse, un chroniqueur du XVIIIe siècle qui a rapporté l'inscription du tombeau aujourd'hui disparue : « Memoria sit quod Magister Johannes de Campis incepit hanc Ecclesiam anno Domini millesimo ducentisimo quadragesimo octavo, qui jacet cum uxore sua et liberis eorum in tumulo inciso ante valvas Beatæ Mariæ Gratiæ. Haec memoria fuit extracta de quodam lapide qui est intra dictum tumulum scripto literis in plumbo gaforatis anno Domini millesimo quadringentisimo » (À la mémoire de maître Jean Deschamps, qui commença cette église en l'année du Seigneur 1248, et qui gît avec Marie, sa femme, et ses enfants dans la tombe, devant la porte à double battant de l'église de la Sainte Vierge).